# Svatý Blažej
Svatý Blažej, též Blasius, Blaise, Blas, Blaž, Vlas, Vlaho († 316) je světec katolické, ortodoxní a arménské církve, biskup a mučedník, původní profesí lékař, podle tradice jeden ze Čtrnácti svatých pomocníků a ochránce při onemocnění krku. Ve východním křesťanství je ctěn jako svatý lékař-nezištník.

## Život
Blažej byl biskupem v maloasijské Sebastě, sídelním městě římské provincie Arménie, což je dnešní Sivas v Turecku. Za římského císaře Lucinia byl pronásledován, a nakonec podstoupil mučednickou smrt roku 316. Jeho úcta se rozšířila po celé církvi, zejména díky legendě Vita sancti Blasii, jež popisuje jeho životní osudy. O věrohodnosti legend, stejně jako u ostatních římských prvomučedníků, přetrvávají určité pochybnosti.

## Úcta
Roku 972 byly relikvie (lebka a paže) sv. Blažeje přeneseny do Dubrovníka, kde jsou dodnes uchovávány ve zlatém relikviáři v Dómském muzeu (chorvatsky sveti Blaž nebo sveti Vlaho). Blažej je patronem tohoto města a pro nezávislou Dubrovnickou republiku (1358–1808) měl podobný symbolický význam jako evangelista Marek pro konkurenční Benátky. Další ostatky se dostaly do Německa a Rakouska, kde se Blažej stal patronem císařů (Schwarzwald, Brunšvik, Quedlinburg). Blažej je také patronem lékařů, hřebenářů, hudebníků žesťových nástrojů, zedníků a stavitelů, tkalců, ševců, pekařů a divoké zvěře. Je přímluvcem při onemocněních krku, uší, zubů, patří ke Čtrnácti svatým pomocníkům.
Jako svatý Vlas je uctíván ve východní církvi.

### Svatoblažejské požehnání
Den liturgické památky v římskokatolické církvi je 3. února, kdy se v kostelech udílí tzv. Svatoblažejské požehnání. V pravoslavné církvi se slaví 16. únor.
Text:
Na přímluvu sv. Blažeje, biskupa a mučedníka ochraňuj tě Bůh od nemocí krčních i všelikého jiného zla. Ve jménu Otce i Syna i Ducha svatého. Amen.
Novější text, ve mši: Všemohoucí Bůh ať vás chrání ode všeho zlého a na přímluvu svatého Blažeje ať vás provází svým požehnáním a posiluje vás, abyste mohli ve zdraví duše i těla naplnit své poslání a dosáhnout spásy ve společenství svatých. Skrze Krista, našeho Pána. Amen.
Novější text, mimo mši, pro jednoho: Na přímluvu svatého Blažeje ať Vás (Tě) Bůh chrání ode všeho zlého a zachová ve zdraví duše i těla. Ve jménu Otce i Syna † i Ducha svatého. Amen.

## Galerie

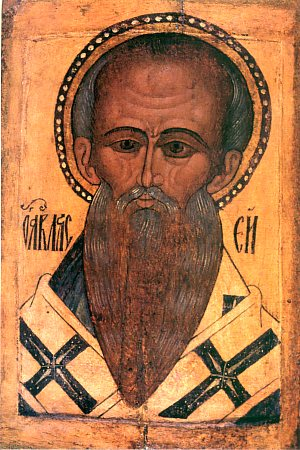
Pravoslavná ikona sv. Vlase
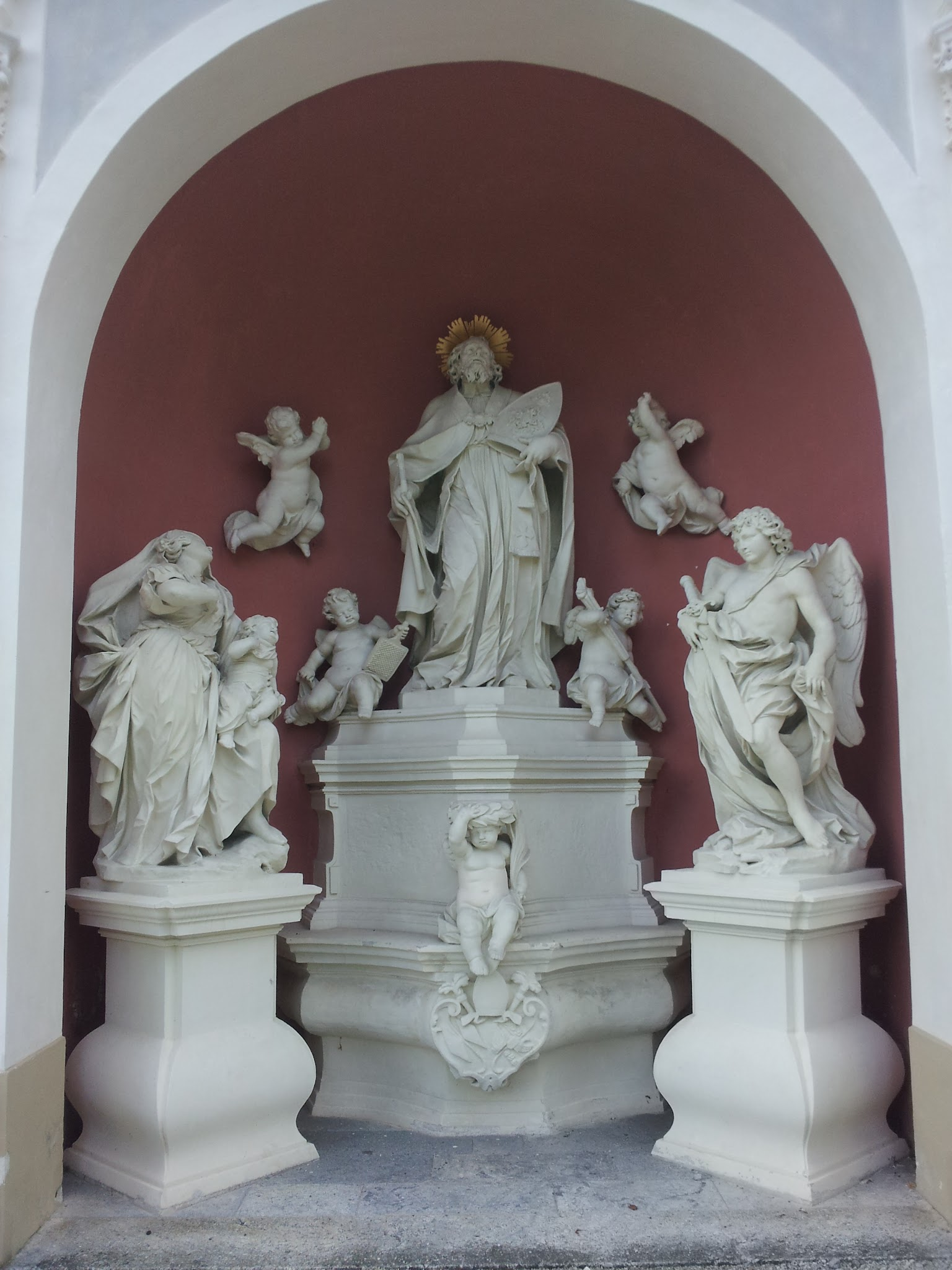
Sv. Blažej, socha J. Stammela, kaple v opatství Admont
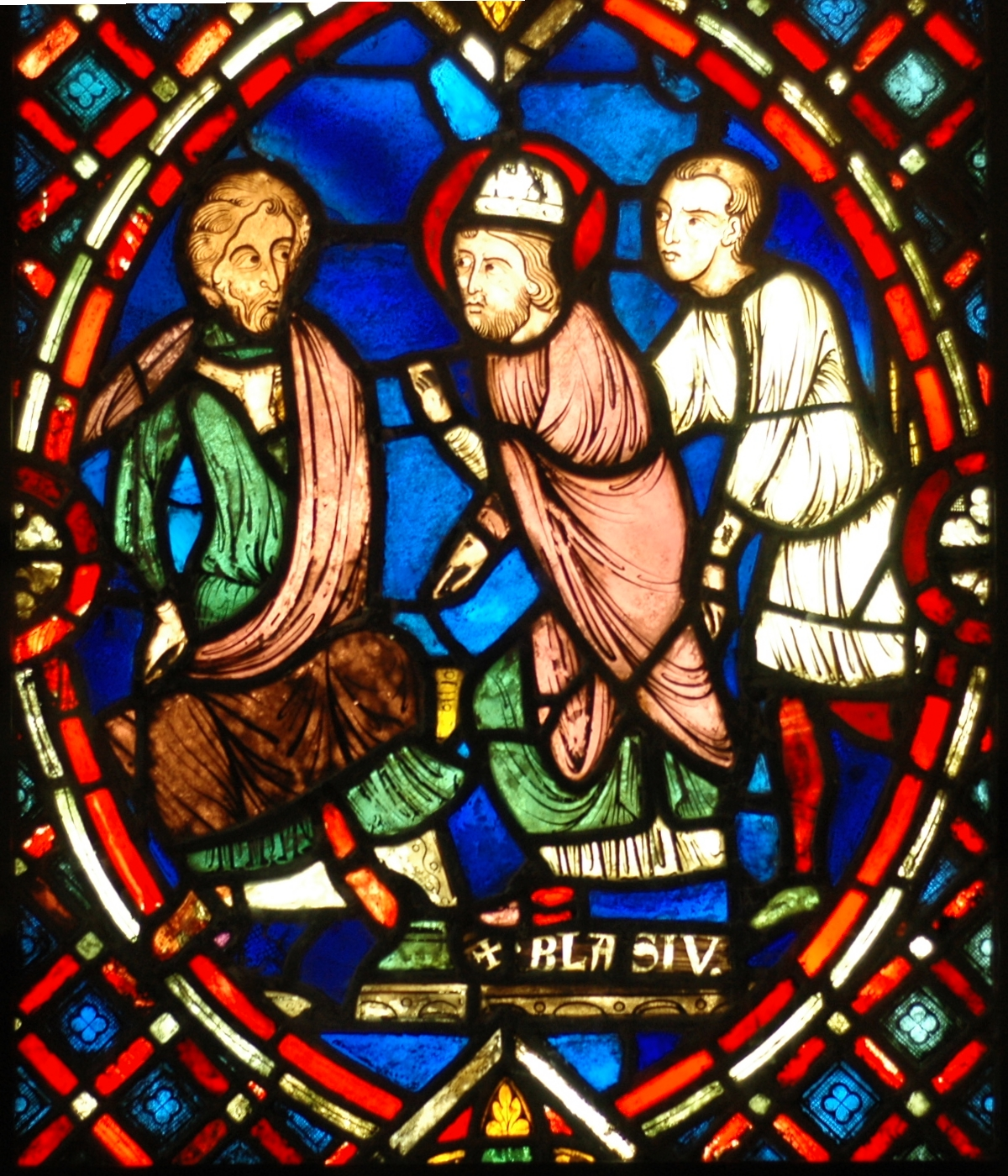
Epizoda z Blažejova života, 13. století, Francie